# Arranjo em Cinza e Preto nº1
Arranjo em Cinza e Preto nº1 ou Retrato da mãe do artista (original: Arrangement in Grey and Black No. 1 ou Portrait of the Artist's Mother), famoso sob o seu nome coloquial a Mãe de Whistler (original: Whistler's Mother) de 1871 é uma pintura de óleo sobre tela, do pintor americano James McNeill Whistler. A pintura é 56,81 por 63,94 polegadas (144,3 x 162,4 centímetros), dispostas numa armação do próprio projeto de Whistler, e agora é propriedade do Musée d'Orsay, em Paris apesar de ocasionalmente fazer turnês mundiais. A pintura é um ícone da arte americana, apesar de raramente aparecer nos Estados Unidos. Esta pintura foi também tema central na trama do filme de 1997 com Rowan Atkinson.

## História
Anna McNeill Whistler posou para a pintura, enquanto vivia em Londres com seu filho. Várias histórias inverificáveis cercam a realização da pintura em si: uma é que Anna Whistler teria substituido outro modelo que não poderia fazer a nomeação. Outra é que Whistler originalmente tinha previsto a pintura do modelo em pé, mas seria muito desconfortável colocar a mãe de pé por um período muito prolongado.
O trabalho foi apresentado na 104ª Exposição da Royal Academy of Art em Londres (1872), mas obteve rejeição por parte da Academia. Este episódio agravou o fosso entre Whistler e do mundo da arte britânica e seria a última pintura que apresentaria para aprovação da Academia.
As sensibilidades das audiências da era Vitoriana não aceitaria o que aparentemente seria um retrato a ser exibido como um "arranjo" simples, de modo que o explicativo título "Retrato de mãe do artista" foi acrescentado posteriormente. Foi a partir daqui que o trabalho adquiriu seu nome popular.
Depois de Thomas Carlyle ter visto a pintura, ele concordou em sentar-se por uma composição semelhante, sendo esta intitulada "Arranjo em Cinza e preto, n º 2".
A pintura foi adquirida em 1891 pelo Museu de Paris du Luxembourg e Whistler escreveu sobre o assunto:
"Basta pensar - para ir e olhar para a nossa própria imagem nas paredes do Luxemburgo - lembrando como tinha sido tratada em Inglaterra - a serem cumpridas em todos os lugares com deferência e respeito … e saber que tudo isso é um … tremenda tabefe na cara da Academia e do resto! Realmente é como um sonho."

### Simbolismo
Qualquer que seja o nível de afeto que Whistler sentia por sua própria mãe, encontrou-se um uso ainda mais divergente da imagem na era vitoriana e, posteriormente, especialmente nos Estados Unidos, como um ícone para a maternidade, afeição para os pais e "valores familiares" em geral. Por exemplo, em 1934 os correios dos EUA emitiram um carimbo com a imagem estilizada da pintura, acompanhada do slogan "em memória e em honra das Mães da América".
Mais tarde, a interpretação do público sobre o simbolismo da pintura foi ainda mais longe, e ela apareceu em uma infinidade de propagandas comerciais e paródias, como imagens manipuladas sobre o tema 'assistir televisão', entre muitos outros.